# Collision Course
Collision Course je společné EP amerického rappera Jay-Zeho a rockové skupiny Linkin Park. Album vyšlo 30. listopadu 2004 a vydaly ho společnosti Roc-A-Fella, Machine Shop, Warner Bros. a Def Jam. Z katalogu Linkin Park obsahuje deska tři písně z alba Meteora a čtyři z alba Hybrid Theory. Z písní Jaye-Zeho obsahuje tři písně z alba The Black Album, jednu z Vol. 3: Life and Times of S. Carter, jednu z Vol. 2.... Hard Knock Life a jednu z alba The Blueprint.

## Obsazení
- Chester Bennington – zpěv
- Brad Delson – sólová kytara
- Dave Farrell – baskytara
- Rob Bourdon – bicí
- Joe Hahn – gramofon, samplování, programování
- Mike Shinoda – rap, zpěv, klávesy

## Seznam skladeb
Všechny skladby napsal(i) Linkin Park, Jay-Z. 
| Pořadí         | Název                                                 | Délka |
| -------------- | ----------------------------------------------------- | ----- |
| 1.             | "Dirt off Your Shoulder / Lying from You"             | 4:04  |
| 2.             | "Big Pimpin' / Papercut"                              | 2:36  |
| 3.             | "Jigga What / Faint"                                  | 3:31  |
| 4.             | "Numb / Encore"                                       | 3:25  |
| 5.             | "Izzo / In the End"                                   | 2:45  |
| 6.             | "Points of Authority / 99 Problems / One Step Closer" | 4:56  |
| Celková délka: | Celková délka:                                        | 21:15 |

## Umístění
| Rok  | Hitparáda      | Pozice |
| ---- | -------------- | ------ |
| 2004 | USA            | 1      |
| 2004 | Velká Británie | 15     |
| 2004 | Kanada         | 6      |
| 2004 | Itálie         | 19     |
| 2004 | Německo        | 5      |